# James Maybrick

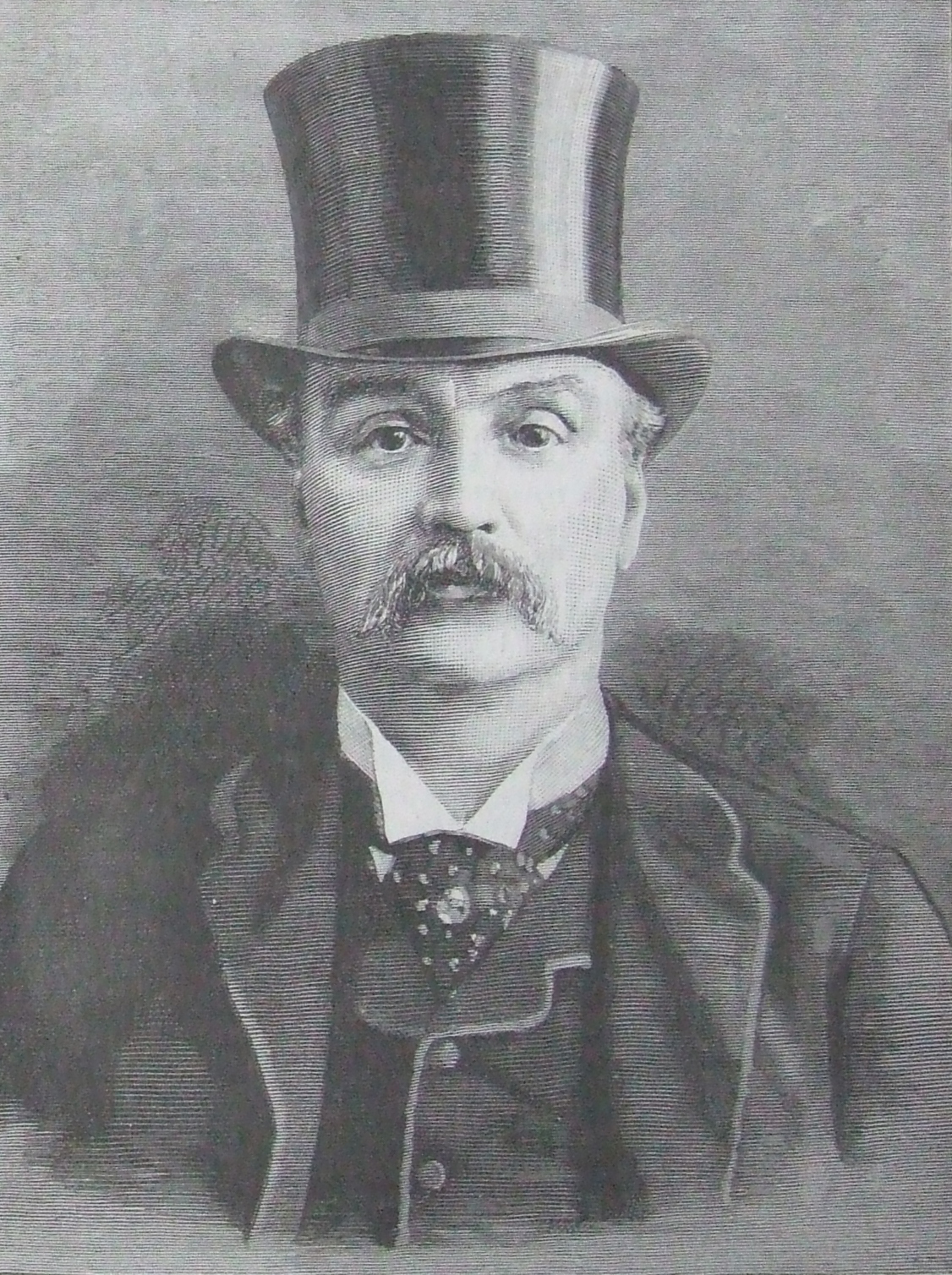
James Maybrick

James Maybrick (25 de Outubro de 1838 – 11 de Maio de 1889) foi um comerciante de algodão em Liverpool. Depois de sua morte, sua esposa, Florence Maybrick, foi condenada, em julgamento extraordinário, de tê-lo assassinado por envenenamento. O caso de envenenamento de Aigburth foi largamente anunciado na mídia dos dois lados do Atlântico.
Em 2017, novas evidências foram encontradas de que James Maybrick fora o famoso serial-killer conhecido pela alcunha de Jack, o Estripador.